# Clément Lanen
Pour les articles homonymes, voir Lanen.
Pas d'image ? Cliquez ici

a Compétitions nationales et continentales officielles uniquement.

Dernière mise à jour le 21 avril 2024.
Clément Lanen, né le 1er avril 1998 à Mende (Lozère), est un joueur français de rugby à XV. Il évolue au poste de troisième ligne aile, de troisième ligne centre et éventuellement de deuxième ligne au CA Périgueux.

## Biographie

### Jeunesse et formation
Né à Mende, Clément Lanen est le frère jumeau de Thibaud Lanen. Il est formé au Rugby Club Mende Lozère (RCML) dès l'âge de cinq ans, où son père est également son premier éducateur,. Avant d'intégrer le centre de formation de l'ASM Clermont Auvergne à de 15 ans, en compagnie de son frère,.
Dans sa famille, son grand-père, son oncle et son père ont également joué au rugby, Clément évoque être « né avec un ballon dans les mains ».
En 2015, il est champion de France UNSS.
Il est titulaire d'un bac scientifique.
Avec son frère, ils sont notamment champion de France espoirs en 2018.

### Carrière professionnelle
En décembre 2019, il signe son premier contrat professionnel avec l'ASM Clermont Auvergne jusqu'en 2022, tout comme son frère,,,. Principalement utilisé en troisième ligne aile avec l'ASM, il peut aussi jouer deuxième ligne.
Il est retenu par l'ASM Clermont Auvergne pour participer à la première édition du Supersevens.
Lors de la saison 2021-2022, le club de l'ASM Clermont l'informe qu'il n'est pas conservé pour la saison suivante, il est alors libre de s'engager avec un nouveau club, son frère Thibaud est lui conservé par le club auvergnat. Il rejoint donc le RC Massy, nouvellement promu en Pro D2 pour la saison 2022-2023, à l'issue de celle-ci il quitte le club et s'engage avec le CA Périgueux pour la saison 2023-2024 de Nationale.